# D-リブロキナーゼ
D-リブロキナーゼ(D-ribulokinase、EC 2.7.1.47)は、以下の化学反応を触媒する酵素である。
ATP + D-リブロース {\displaystyle \rightleftharpoons } ADP + D-リブロース-5-リン酸
従って、この酵素の基質はATPとD-リブロースの2つ、生成物はADPとD-リブロース-5-リン酸の2つである。
この酵素は転移酵素、特にアルコールを受容体とするホスホトランスフェラーゼに分類される。この酵素の系統名は、ATP:D-リブロース 5-ホスホトランスフェラーゼ(ATP:D-ribulose 5-phosphotransferase)である。この酵素は、ペントースとグルクロン酸の相互変換に関与している。